# Nomada beulahensis
Nomada beulahensis är en biart som beskrevs av Cockerell 1903. Nomada beulahensis ingår i släktet gökbin, och familjen långtungebin. Inga underarter finns listade i Catalogue of Life.